# Waldhaus (Südharz)

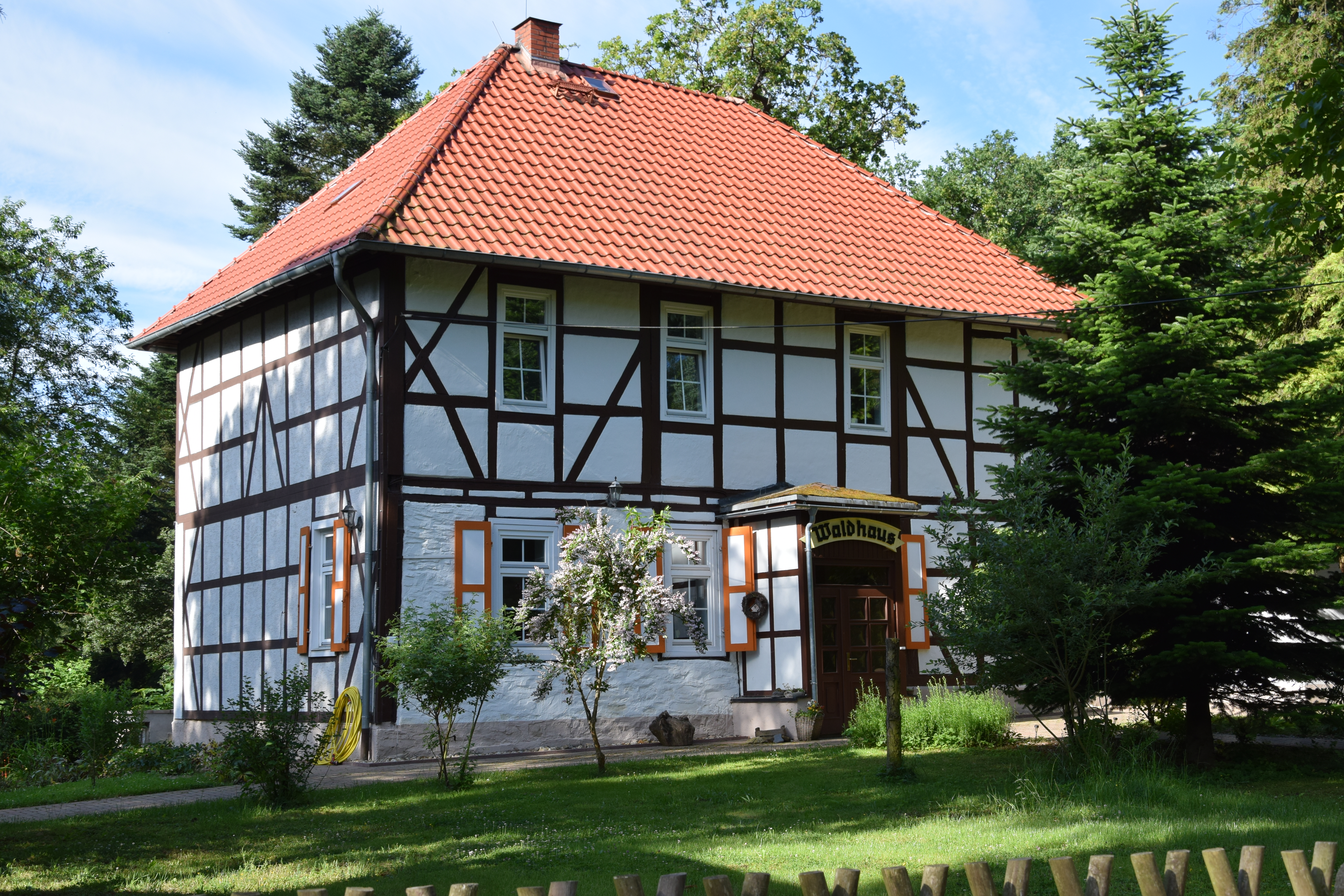
Waldhaus in Südharz

Das Waldhaus ist ein Fachwerkhaus im Siebengemeindewald bei Uftrungen in der Gemeinde Südharz. 
Es wurde 1734 von Jost Christian Graf zu Stolberg-Roßla als „ein Jagd- und Lusthaus im Gemeinden Wald“ errichtet. Nach dem Verlust des herrschaftlichen Jagdrechtes 1848 wurde das Haus von den Waldgenossen erworben. Es dient dem Waldförster als Wohn- und Dienstsitz. Seit 1992 wird es wieder so genutzt.